# سیارک ۳۹۸۰۹
سیارک ۳۹۸۰۹ (به انگلیسی: 39809 Fukuchan، نامگذاری:1997WB30) سی و نه هزار و هشتصد و نهمین سیارک کشف شده‌است که در ۳۰ نوامبر ۱۹۹۷ کشف شد.